# 9e Luftwaffen-Felddivisie
De Duitse 9e Luftwaffen-Felddivisie (Duits: 9. Luftwaffen-Feld-Division) was een Duitse infanteriedivisie tijdens de Tweede Wereldoorlog. De divisie diende aan de noordelijk sector van het oostfront rond de Oranienbaum pocket en werd daar begin januari 1944 vernietigd.

## Geschiedenis

### Oprichting en inzet in 1942/43
De 9e Luftwaffen-Felddivisie werd in oktober 1942 op Oefenterrein Arys in Oost-Pruisen gevormd uit het Flieger-Regiment 62 plus overtollig Luftwaffe-personeel.
Al in november 1942 ging de divisie op transport naar de noordelijke sector van het oostfront en nam daar de oostelijke helft van de frontlinie rond de Oranienbaum pocket in. In deze positie lag de divisie voor meer dan een jaar.

### Overgenomen in hetHeer
Op 1 november 1943 werd de divisie aan de Oranienbaum pocket overgenomen door het Heer en kreeg de benaming 9e Felddivisie (L) (Duits: 9. Feld-Division (L)), waarbij de L voor Luftwaffe stond. In het algemeen werd (ook in officiële documentatie) de naam 9e Luftwaffen-Felddivisie verder gevoerd. Hierbij moest de divisie zijn 4e Afdeling (IV. Abt., (Flak)) van het artillerieregiment afstaan. Deze bleef in de Luftwaffe en werd I./Flak-Regiment 2. 

### Inzet 1943/44
Nog steeds in dezelfde positie werd de divisie hier op 14 januari 1944 vol getroffen door het Krasnoye Selo–Ropsha Offensief. Het Sovjet 2e Stoottroepenleger brak rond de derde dag door de linies van de divisie en de resten hiervan moesten terugtrekken. Vanaf 19 januari 1944 had de divisie eigenlijk al opgehouden te bestaan als eenheid. De restanten trokken terug via Kikerino en Kingisepp en verzamelden zich uiteindelijk bij Landgoed Ulvi bij Rakvere. De divisie verloor in januari en februari 1944 in totaal 315 gesneuvelden, 1196 gewonden en 1548 vermisten.

### Einde
De 9e Luftwaffen-Felddivisie werd op 12 februari 1944 officieel opgeheven. De resten van de divisie werden verdeeld over de 61e, 225e en 227e Infanteriedivisies.

## Slagorde
- Luftwaffen-Jäger-Regiment 17 (met drie bataljons)
- Luftwaffen-Jäger-Regiment 18 (met drie bataljons)
- Luftwaffen-Artillerie-Regiment 9 (met vier afdelingen)
- Panzerjäger-Abteilung der Luftwaffen-Feld-Division 9
- Luftwaffen-Pionier-Bataillon 9
- Radfahrer-Kompanie der Luftwaffen-Feld-Division 9
- Luftnachrichten-Kompanie der Luftwaffen-Feld-Division 9
- Versorgungseinheiten der Luftwaffen-Feld-Division 9

Vanaf 1 november 1943:
- Jäger-Regiment 17 (L) (met drie bataljons)
- Jäger-Regiment 18 (L) (met drie bataljons)
- Artillerie-Regiment 9 (L) (met drie afdelingen)
- Füsilier-Bataillon 9 (L)
- Feldersatz-Bataillon 9 (L)
- Panzerjäger-Abteilung 9 (L)
- Pionier-Bataillon 9 (L)
- Nachrichten-Abteilung 9 (L)
- Divisionseinheiten 9 (L)

## Commandanten
| Rang                                   | Naam              | Begin             | Eind              |
| -------------------------------------- | ----------------- | ----------------- | ----------------- |
| Oberst vanaf 1 april 1943 Generalmajor | Hans Erdmann      | 8 oktober 1942    | 11 augustus 1943  |
| Generalmajor                           | Anton-Karl Longin | 11 september 1943 | 4 november 1943   |
| Generalleutnant                        | Paul Winter       | 5 november 1943   | 25 november 1943  |
| Oberst                                 | Ernst Michael     | 4 december 1943   | 22 januari 1944 † |
| Major                                  | Scheler           | 22 januari 1944   | 26 januari 1944   |
| Oberst                                 | Nebel             | 26 januari 1944   | februari 1944     |

Oberst Michael sneuvelde toen zijn commandopost in Toeganitsi werd opgeblazen. Zijn potentiële opvolger, Oberst Heinrich Geerkens, raakte zwaargewond en stierf twee dagen later. Major Scheler nam tijdelijk het commando op zich.

## Bovenliggende bevelslagen
| Legerkorps                      | Leger     | Legergroep        | Plaats/regio | Begin           | Eind            |
| ------------------------------- | --------- | ----------------- | ------------ | --------------- | --------------- |
| 50e Legerkorps                  | 18. Armee | Heeresgruppe Nord | Oraniembaum  | november 1942   | januari 1943    |
| 3e Luftwaffen-Feldkorps         | 18. Armee | Heeresgruppe Nord | Oraniembaum  | januari 1943    | 1 november 1943 |
| 50e Legerkorps                  | 18. Armee | Heeresgruppe Nord | Oraniembaum  | 1 november 1943 | december 1943   |
| III (Germaanse) SS Pantserkorps | 18. Armee | Heeresgruppe Nord | Oraniembaum  | januari 1944    | januari 1944    |